# Dilofozaury
Dilofozaury (Dilophosauridae) – rodzina dinozaurów z grupy celofyzoidów (Coelophysoidea)
Żyły w okresie późnego triasu i wczesnej jury na terenach obu Ameryk i południowej Afryki. Były to średniej wielkości (długość ciała do 7 m) wczesne teropody.
Przedstawiciele: dilofozaur, drakowenator, zupajzaur